# サンピエーリ駅
サンピエーリ駅（サンピエーリえき）は、イタリア共和国シチリア州ラグーザ県シクリ町にある、イタリア国鉄シラクーザ - ジェーラ - カニカッティ線の駅である。

## 駅構造

### ホーム
2面2線の地上駅。駅舎側の片側1面と、島式1面からなる。
| 番線 | 路線    | 方向   | 行先                       | 備考                |
| ---- | ------- | ------ | -------------------------- | ------------------- |
| 1    | 392号線 | 西方向 | ジェーラ方面               | 普通（大部分）      |
| 1    | 392号線 | 東方向 | シラクーザ、アウグスタ方面 | 普通                |
| 2    | 392号線 | 西方向 | ジェーラ方面               | 普通（一日1本のみ） |

### ダイヤ[2]
- 平日は一日6往復、土曜日は一日5往復の運行。休日は列車が運行されない。
- 全て普通列車であるが、特にジェーラ方面は駅の間隔が長く、事実上快速に近い。

## 隣の駅
イタリア国鉄
シラクーザ - ジェーラ - カニカッティ線
普通
シクリ駅 - サンピエーリ駅 - ポッツァッロ駅

## その他
イタリア最南端の駅で、あいの風とやま鉄道の高岡～西高岡間、東北本線の片岡～蒲須坂間の緯度に相当する。